# Jean Ignace de La Ville
 (juillet 2018).
Pour les articles homonymes, voir Laville et Ville.
Jean Ignace de La Ville, né en 1690 à Bayonne ou le 20 septembre 1702 à Sainte-Marie-de-Gosse et mort le 15 avril 1774 à Paris, est un homme d'Église et diplomate français. 

## Biographie
Selon Jean-Pierre Samoyault (Les bureaux du secrétariat d'État des Affaires Étrangères), il serait né le 20 septembre 1702. D'après Jean-Pierre Laulom, il serait né à Sainte-Marie-de-Gosse.
Évêque in partibus de Tricomie (de), il est diplomate et premier commis du ministre des affaires étrangères d'Argenson. Il édite les Œuvres spirituelles de Fénelon en 1740 et il est élu membre de l'Académie française en 1746. Avec Étienne de Silhouette et Barrin La Galissonnière, il est également l'auteur des Mémoires des commissaires du Roi et de ceux de Sa Majesté britannique, sur les possessions et les droits respectifs des deux couronnes en Amérique, parus en quatre volumes en 1755-57,,,.

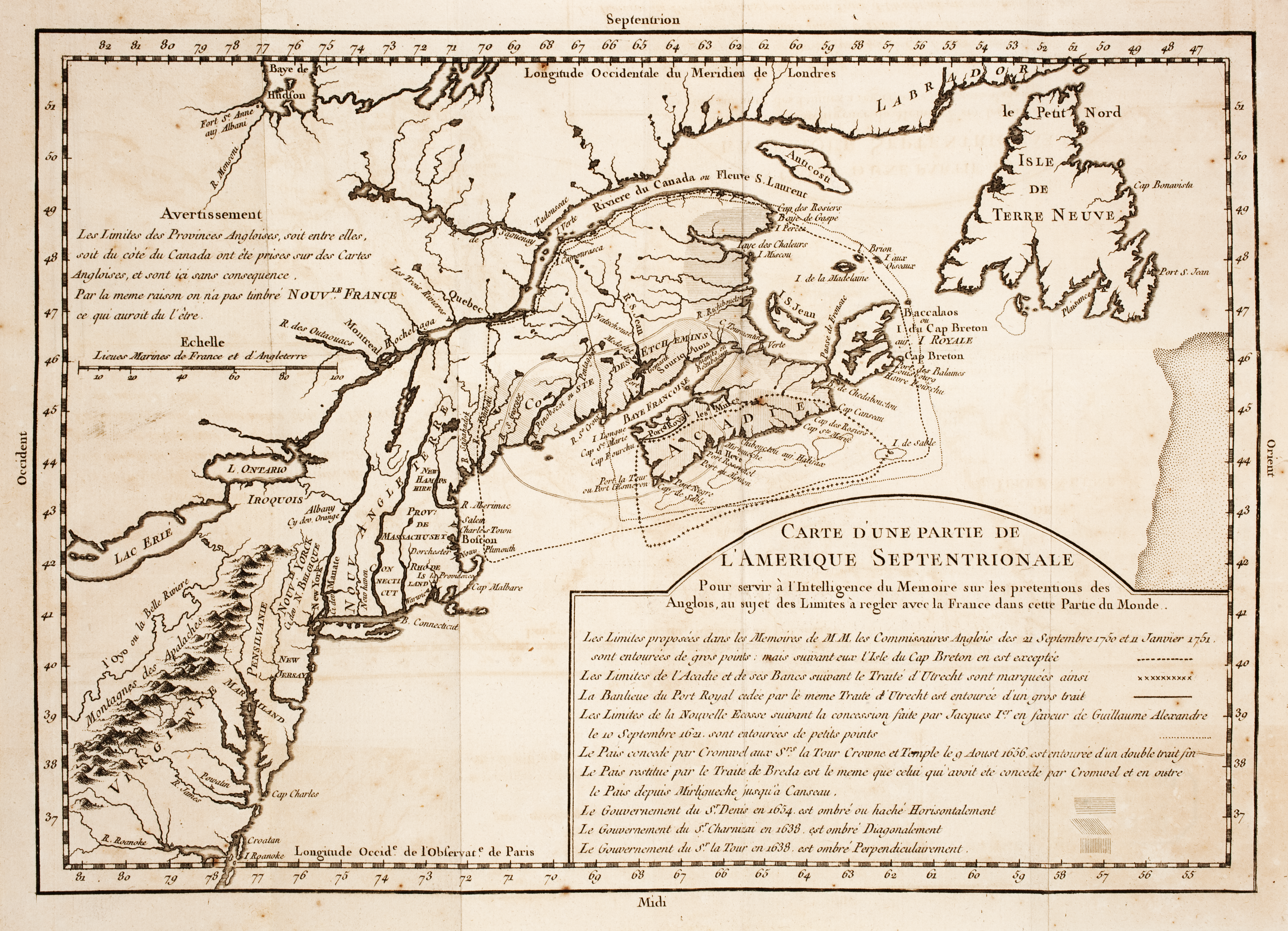
Carte d'une partie de l'Amérique septentrionale, Carte française de l'Est du Canada.
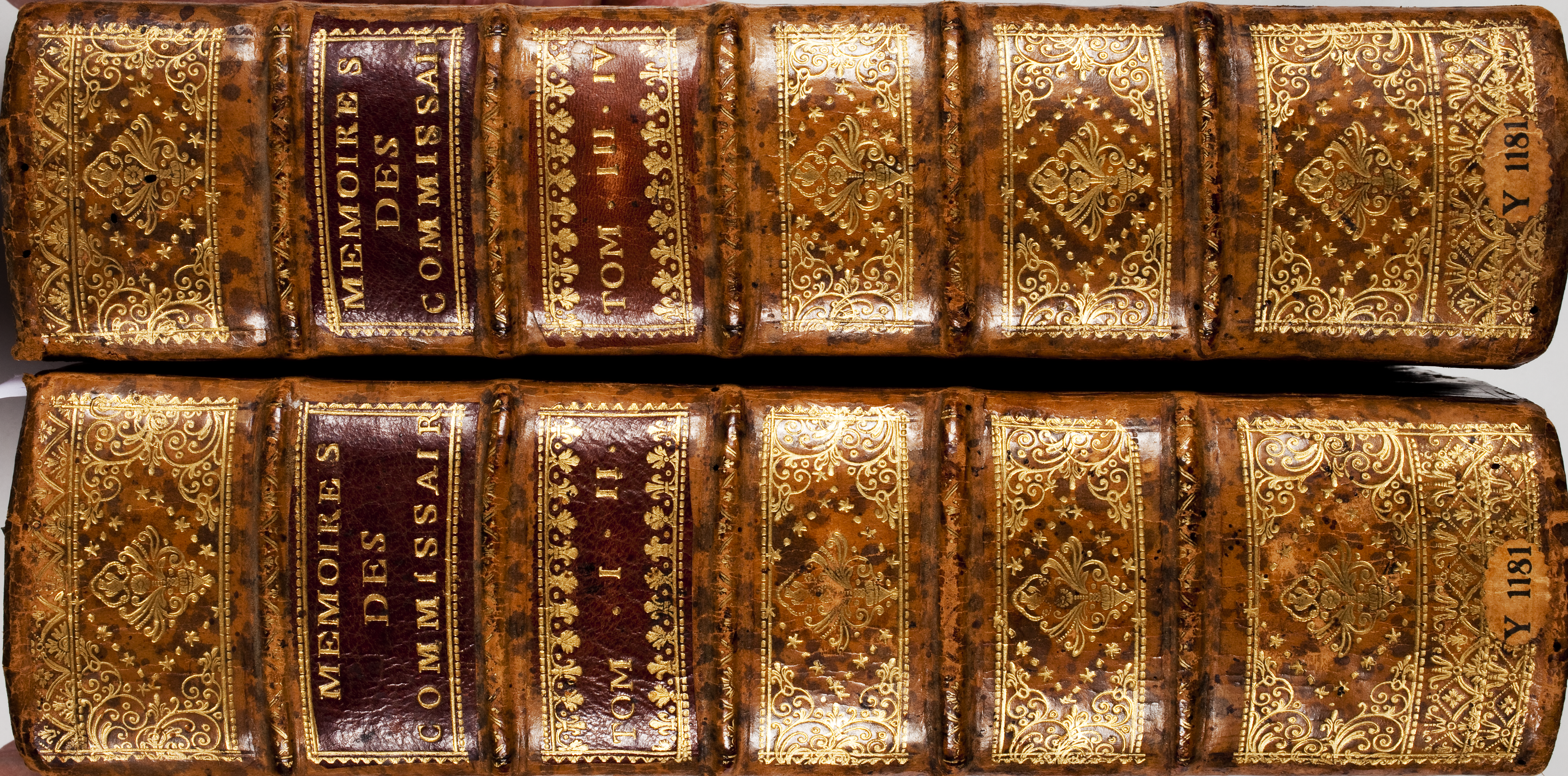
Deux volumes des Mémoires des commissaires du Roi et de ceux de Sa Majesté britannique.., reliés en cuir.